# Enverinament per xenó
Enverinament per xenó o pou de iode és una desactivació temporal d'un reactor nuclear deguda a l'acumulació de verins nuclears de curta vida mitjana dins el nucli del reactor nuclear. El principal isòtop responsable d'això és el xenó-135, principalment produït per la desintegració beta del iode-135. El iode-135 és un feble absorbidor de neutrons, mentre que el xenó-135 és el més poderós absorbidor de neutrons conegut.
El terme enverinament per xenó no es refereix a un verí biològic.
L'acumulació de productes de fissió nuclear de vida mitjana baixa, que absorbeixen neutrons i actuen com verins nuclears del reactor, s'anomena intoxicació o enverinament per xenó. L'acumulació de verins de llarga durada o fins i tot estables, que també absorbeixen neutrons, forma l'anomenada escòria del reactor (en anglès: reactor slagging).
El xenó-135 és de fet un verí pel manteniment de la reacció en cadena en un reactor nuclear.
Pel fet de la seva important secció eficaç, el 135Xe absorbeix els neutrons per captura d'on prové el terme «enverinament per xenó». Amb aquest enverinament hi ha una pèrdua de reactivitat i el xenó pot crear una veritable inestabilitat global del funcionament i si continua la disminució pot parar la reacció nuclear.
Aquesta disminució de potència és el que va succeir a la central nuclear de Txernòbil. Els operaris, per tal de mantenir la potència del reactor, van desplaçar les barres de control per sobre del límit autoritzat per la qual cosa el reactor va entrar dins una zona de funcionament inestable i provocà l'auto-fugida (en anglès: self-runaway) i l'explosió del reactor.
L'efecte del pou de iode o enverinament per xenó s'ha de tenir en compte per al disseny dels reactors. Els valors alts de densitat de potència, que dona lloc a altes taxes de producció de productes de fissió i, per tant, a majors concentracions de iode, requereixen una major quantitat de combustible nuclear utilitzat i un enriquiment d'ell per a compensar. Sense aquesta reserva de reactivitat, una parada del reactor impedeix el seu reinicii durant desenes hores fins que el 135I i el 135Xe es desintegren en pou grau, sobretot poc abans de la substitució del combustible gastat (amb un alt grau de cremat i verins nuclears acumulats) per combustible nou.